# توني كاستيلو
توني كاستيلو (بالإنجليزية: Tony Castillo)‏ هو لاعب كرة قاعدة أمريكي، ولد في 14 يونيو 1957 في سان خوسيه في الولايات المتحدة.

## وصلات خارجية
- توني كاستيلو على موقعبيزبول رفرنس.كوم (الدوري الرئيسي) (الإنجليزية)
- توني كاستيلو على موقعبيزبول رفرنس.كوم (الدوري الثانوي) (الإنجليزية)